# نادي ساو فيسنتي
ساو فيسنتي أتلتيكو كلوب (بالبرتغالية: São Vicente Atlético Clube‏) المعروف باسم ساو فيسنتي، هو نادي كرة قدم برازيلي غير نشط حاليًا ومقره في ساو فيسنتي ، ساو باولو . كان النادي يُعرف سابقًا باسم Feitiço.